# Giovanna Bemporad
Giovanna Bemporad (Ferrara, 16 novembre 1923 – Roma, 6 gennaio 2013) è stata una poetessa e traduttrice italiana.

## Biografia
Di famiglia ebraica, figlia di un importante avvocato, fu studentessa del Liceo "Galvani" di Bologna e allieva irregolare ma dichiarata di Leone Traverso, Carlo Izzo e Mario Praz, nonché amica di Camillo Sbarbaro, Cristina Campo, Margherita Dalmati, Paolo Mauri e Pier Paolo Pasolini (con cui passò un periodo durante la guerra nei dintorni di Casarsa).
Durante il fascismo e la persecuzione degli ebrei, si firmò anche Giovanna Bembo (per esempio sulla rivista "Il setaccio"). Dopo la guerra, dichiaratasi provocatoriamente lesbica per motivi politici, per un periodo visse a Venezia.
Nel 1957 sposò il futuro senatore e ministro Giulio Orlando, con Giuseppe Ungaretti come testimone di nozze e don Giuseppe De Luca quale celebrante.
Morì il 6 gennaio 2013 nella sua casa a Roma all'età di 89 anni. È sepolta nel cimitero di Fermo.

## Attività letteraria
Esordì, appena adolescente, con una traduzione in endecasillabi dell'Eneide di Virgilio, in parte ristampata nel 1983 in una Antologia dell'epica contenente anche brani dell'Iliade e dell'Odissea.
I suoi versi furono raccolti per la prima volta nel 1948 nel volume Esercizi e ripubblicati, con numerose aggiunte, nel 1980 da Garzanti (con un risvolto di Giacinto Spagnoletti). Contengono un'ampia scelte di poesie (Diari, Disegni, Aforismi, Dediche, ecc.) e di traduzioni dagli antichissimi poemi indiani dei Veda, da Omero (impiegò 5 anni per tradurre l'intera Odissea) e Saffo, dai grandi simbolisti francesi (Charles Baudelaire, Paul Verlaine, Arthur Rimbaud, Stéphane Mallarmé, Paul Valéry), dai moderni lirici tedeschi (Friedrich Hölderlin, Rainer Maria Rilke, Stefan George). Quest'opera riassume il suo lavoro mostrando un continuo rapporto tra la nobiltà dell'antico e l'inquietudine di una moderna liricità. Con quest'opera vinse il Premio Vallombrosa, il Premio Stresa e il Premio Elea.
Negli anni precedenti aveva pubblicato, presso Morcelliana l'Elegia di Marienbad di Goethe e gli Inni alla notte di Novalis (riproposti anch'essi da Garzanti nel 1986, insieme ai Canti spirituali). Presso Vallecchi era uscita l'Elettra di Hugo von Hofmannsthal (anch'essa ristampata in nuova stesura da Garzanti nel 1981 e rappresentata con successo al Teatro Olimpico di Vicenza).
In due successive edizioni, nel 1968 e nel 1970, uscirono per le edizioni Eri i più bei canti dell'Odissea; nel 1983 Rusconi stampò un ampio florilegio dell'Eneide virgiliana. Nel 1990 la casa editrice fiorentina Le Lettere pubblicò (ristampandola nel 1992) l'opera a cui la Bemporad aveva dedicato tutta la vita: la stesura definitiva in endecasillabi, non ancora completa, dell'Odissea con la quale avrebbe vinto, nel 1993, il Premio Nazionale per la Traduzione letteraria istituito dal Ministero per i Beni e le Attività Culturali. Giovanni Raboni l'ha definita un lavoro "di infinito perfezionamento ritmico e sonoro, teso a restituire all'endecasillabo il suo diritto a esistere nella Poesia del Novecento con una pronuncia originale e moderna. È quasi impossibile, nel suo caso, fare distinzione fra testi originali e testi derivati: negli uni e negli altri circolano la stessa ansia di assolutezza formale, la stessa vitrea incandescenza, un'unica rarefatta ossessione". Un'edizione scolastica della stessa uscita nel 2003 presso Einaudi, con incisione a voce e commento di Vincenzo Cerami, seguita da una ristampa delle Lettere, uscita nel 2004.
Nel 2004 venne pubblicato dalla piccola casa editrice milanese Archivi del '900, col concorso della Scheiwiller Libri, il carteggio della Bemporad con Camillo Sbarbaro, Lettere di Camillo Sbarbaro e Giovanna Bemporad (1952-1964), con uno scritto di Gina Lagorio.
L'ultima traduzione della Bemporad, il Cantico dei Cantici, fu pubblicata dall'editore Morcelliana nel 2006, a cura della stessa autrice e con l'introduzione di Daniele Garrone.
Nel 2010 uscirono per la prima volta, a cura di Andrea Cirolla, gli Esercizi vecchi e nuovi presso le Edizioni Archivio Dedalus di Milano, che comprendono le poesie degli "Esercizi" e le poesie della vecchiaia; questa edizione ha la particolarità di comprendere, oltre alle poesie, anche una ricca antologia critica con testi di Pier Paolo Pasolini, Giacinto Spagnoletti, Andrea Zanzotto, Elio Pagliarani, Luciano Anceschi, Massimo Raffaeli ed Emanuele Trevi. La stessa raccolta di poesie, ancora riveduta e ampliata, conobbe un'ulteriore edizione a cura di Valentina Russi, nel 2011 con Luca Sossella Editore. Lo stesso anno, le Edizioni Archivio Dedalus pubblicarono Giovanna Bemporad - A una forma sorella, libro e DVD con una sua intervista a cura di Vincenzo Pezzella.

## Curiosità
- Enzo Siciliano prima della morte stava lavorando alla biografia di Giovanna Bemporad.[senza fonte]